# ドナルドの射的屋
『ドナルドの射的屋』（ドナルドのしゃてきや、原題：Straight Shooters）は、ウォルト・ディズニー・プロダクション（現：ウォルト・ディズニー・カンパニー）が製作した1947年4月18日公開のアニメーション短編映画作品。ドナルドダック・シリーズの第67作である。

## あらすじ
ドナルドが営む射的屋にやってきた、兵隊の格好をしたヒューイ、デューイ、ルーイだったが…。

## スタッフ
- 製作：ウォルト・ディズニー
- 監督：ジャック・ハンナ
- 脚本：マック・ドナルド、マック・フィルソン、ジャック・フーバー
- 音楽：オリバー・ウォレス
- 美術：エール・グレイシー
- 背景：
- 原画：ウィリアム・ジャスティス、ヴォーラス・ジョーンズ、フレッド・ジョーンズ

## キャスト
| キャラクター   | 原語版               | 旧吹き替え版 | 新吹き替え版 |
| -------------- | -------------------- | ------------ | ------------ |
| ドナルドダック | クラレンス・ナッシュ | 関時男       | 山寺宏一     |
| ヒューイ       | クラレンス・ナッシュ | 土井美加     | 坂本千夏     |
| デューイ       | クラレンス・ナッシュ | 後藤真寿美   | 坂本千夏     |
| ルーイ         | クラレンス・ナッシュ | 下川久美子   | 坂本千夏     |
| ナレーター     | -                    | 江原正士     | -            |

## 日本での公開

### 収録
- 『ドナルドダック・クロニクル Vol.3 限定保存版』（DVD、ブエナ・ビスタ・ホーム・エンターテイメント、新吹き替え版）
- 『夢と魔法の宝石箱 ミッキーのジャングル探検』（VHS、ブエナ・ビスタ・ホーム・エンターテイメント、新吹き替え版）